# Gran Renuncia Masculina

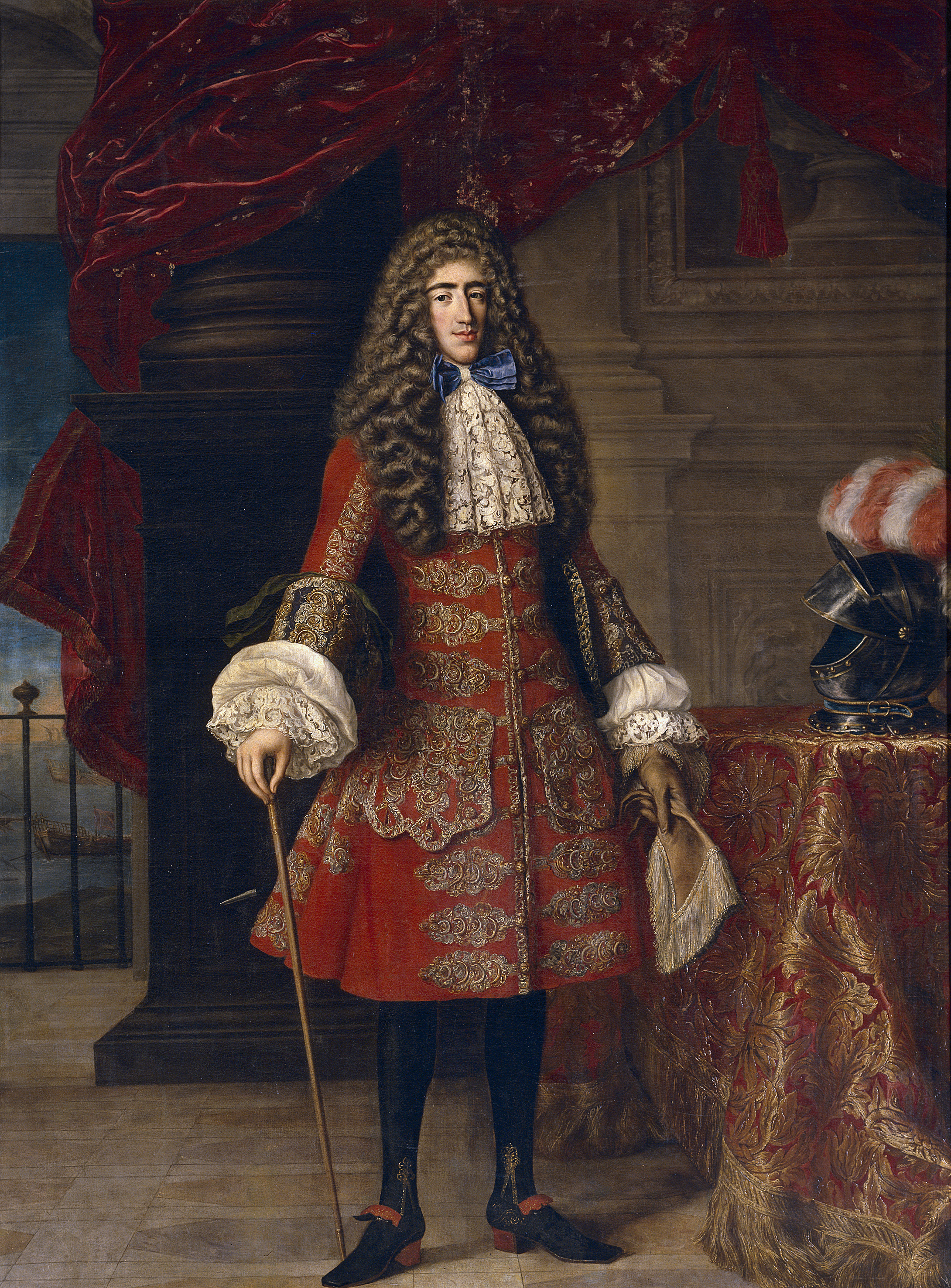
Luis Francisco de la Cerda con un fastuoso justacorps rojo, c. 1684. Pintado por Jacob Ferdinand Voet.

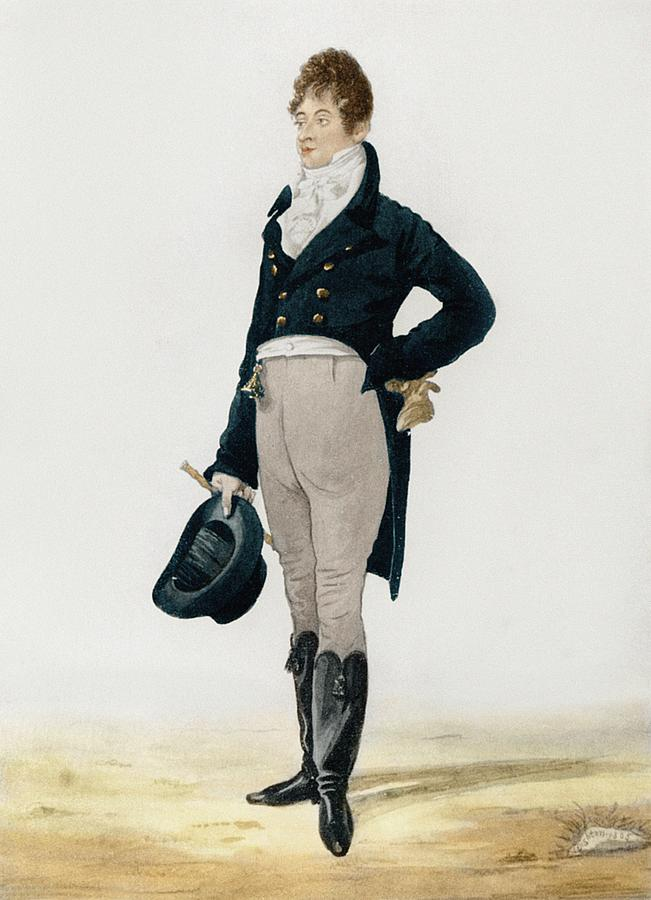
Beau Brummell con una paleta de colores apagados blanco, negro, azul marino y ante; acuarela de Richard Dighton (1805).

La Gran Renuncia Masculina es el fenómeno histórico de finales del siglo XVIII en el que los hombres adinerados del mundo occidental dejaron de utilizar colores vivos, formas elaboradas y variedad en su vestimenta, quedando este uso relegado a la vestimenta femenina. En cambio, los hombres se centraron en las diferencias de corte y la calidad de tejidos de las prendas. 
Acuñado por el psicólogo británico John Flügel en 1930, se considera un punto de inflexión importante en la historia de la vestimenta en el que los hombres abandonaron el ornamento y el detalle.  Flügel afirma que los hombres «abandonaron su pretensión de ser considerados bellos» y «a partir de entonces aspiraron únicamente a ser útiles».  La Gran Renuncia fomentó el establecimiento del monopolio del traje en los códigos de vestimenta masculinos a principios del siglo XIX.

## Historia
La Gran Renuncia Masculina comenzó a mediados del siglo XVIII, inspirada en los ideales de la Ilustración; la ropa que señalaba el estatus aristocrático pasó de moda en favor de prendas funcionales y utilitarias. Elizabeth Semmelhack, del Bata Shoe Museum de Toronto, explica que la recién descubierta practicidad de la ropa masculina también reforzó la idea de que los hombres eran racionales y las mujeres, frívolas y emocionales.
Durante la Revolución Francesa, llevar vestimenta asociada al Ancien Régime monárquico convertía al portador en un objetivo para los jacobinos. Los hombres de la clase trabajadora de la época, muchos de los cuales eran revolucionarios,  eran conocidos como sans-culottes porque no podían permitirse calzones de seda y en su lugar usaban pantalones menos costosos. El término fue utilizado por primera vez como un insulto por el oficial francés Jean-Bernard Gauthier de Murnan, pero vivió una reapropiación en la época de la Jornada del 20 de junio de 1792.
En los Estados Unidos, el movimiento se asoció con el republicanismo estadounidense, con Benjamin Franklin renunciando a su peluca durante la Revolución Americana, y, más tarde, con el Discurso de la Cuchara de Oro de 1840 de Charles Ogle denunciando a Martin Van Buren.
Los estándares de vestimenta masculina posteriores a la Renuncia no volvieron a cuestionarse en el mundo occidental de forma significativa hasta el auge de la contracultura y el aumento de la informalidad en la década de 1960.

## Características
La ropa de color oscuro o negro se convirtió en el estándar para la indumentaria masculina durante la Renuncia. Los tacones altos, adoptados en Europa a principios del siglo XVII a partir del calzado para montar de Persia, pasaron de moda para los hombres en la década de 1740. Los calzones ajustados que indicaban una costura a medida y acentuaban la fuerza de la figura masculina, especialmente las piernas, fueron reemplazados por pantalones. Las medias, así como las pelucas y los tejidos costosos, también acabaron abandonándose.